# Seder Olam Rabba
Le Seder Olam Rabba (סדר עולם רבה Grand Ordre du monde) est le nom d'un traité consacré à la chronologie biblique et juive. Abondamment cité par les textes talmudiques, il est attribué au Tanna Yosé ben Halafta, qui vivait au IIe siècle de l'ère commune.
Il s'agit de la plus ancienne chronique conservée en hébreu. Selon la tradition, il aurait été écrit vers 160 par Yose ben Halafta, ce qui n'est pas invraisemblable, mais il a probablement été complété et édité ultérieurement.
Dans le Talmud de Babylone, cette chronique est mentionnée à plusieurs reprises, sous le titre de Seder Olam (Shab. 88a; Yeb. 82b; Nazir 5a; Meg. 11b; Av. Zara 8b; Niddah 46b), et est également citée comme telle par les plus anciens commentateurs bibliques, y compris Rachi. Toutefois, au XIIe siècle, on commença à désigner l'œuvre du nom de Seder Olam Rabba, afin de la distinguer d'une chronique plus tardive et plus petite, le Seder Olam Zoutṭa; le premier à désigner le Seder Olam Rabba ainsi fut Abraham ibn Yarḥi (Ha-Manhig,  p. 2a, Berlin, 1855). 

## Structure de l’ouvrage
Dans sa forme actuelle, le Seder Olam Rabba est constitué de trois sections (she'arim, "portes") de 10 chapitres chacune, soit 30 chapitres. Il établit un rapport chronologique, depuis Adam à la révolte de Bar Kokhba sous le règne d'Hadrien, la période persane étant réduite sur 52 ans (Stack & Stemberger, 1991).
La chronique n'est complète que jusqu'au temps d'Alexandre le Grand; la période d'Alexandre à Hadrien n'occupe qu'une petite portion de l'œuvre - la fin du 30e chapitre. On peut donc en conclure que le Seder Olam était plus complet, et comportait deux parties, dont la seconde, traitant de la période post-alexandrine, fut perdue, à l'exception d'un petit fragment, regroupé par les copistes à la première partie. De nombreux passages cités dans le Talmud ne sont pas retrouvés dans la présente édition du Seder Olam.

## Objectif de l’œuvre
L'auteur avait probablement des fins chronologiques, et cherchait à déterminer "l'ère de la Création" ; son système, adopté dès le IIIe siècle, est encore suivi.  

## Exemples de méthode
La Sortie d'Égypte est datée de 2448 AM (Anno Mundi), la destruction du Premier Temple de 3338 AM, celle du Second en 3828 AM (soit de 68 EC, au lieu de 70)